# انسان‌شناسی بوم‌شناختی
انسان‌شناسی بوم‌شناختی (به انگلیسی: Ecological anthropology) زیرشاخه‌ای از انسان‌شناسی است و به عنوان «مطالعه سازگاری‌های فرهنگی با محیط» تعریف می‌شود.  حوزه فرعی نیز به عنوان «مطالعه روابط بین‌جمعیتی انسان‌ها و محیط بیوفیزیکی آنها» تعریف شده‌است.  تمرکز پژوهش‌ها بر این است که «چگونه باورها و عملکردهای فرهنگی به جمعیت انسانی کمک می‌کند تا با محیط خود سازگار شوند و چگونه مردم از عناصر فرهنگی خود برای حفظ بوم‌سازگان خود استفاده می‌کنند». انسان‌شناسی بوم‌شناختی از رویکرد بوم‌شناسی فرهنگی رشد یافت و چارچوب مفهومی مناسب‌تری برای تحقیق علمی نسبت به رویکرد بوم‌شناسی فرهنگی ارائه کرد. هدف پژوهشی که تحت این رویکرد دنبال می‌شود، مطالعه طیف گسترده‌ای از پاسخ‌های انسان به مشکلات زیست‌محیطی است.